# Love Unlimited
A Love Unlimited (magyarul: A szerelem határtalan) egy popdal, amely Bulgáriát képviselte a 2012-es Eurovíziós Dalfesztiválon. A dal a 2012. február 29-én rendezett bolgár nemzeti döntőben nyerte el az indulás jogát, ahol a nézői és zsűri szavazatok alakították ki a végeredményt. A dal az első helyen végzett a 12 fős döntőben. A dalt a bolgár Sofi Marinova adta elő a bolgár mellett több nyelven.

## A dalszöveg
A dal szövegét Doni Vasileva jegyezte, akitől jött az ötlet, hogy alkalmazni kell a "Szeretlek" kifejezést több nyelven. Az üzenete a dalnak, hogy a szerelem nem ismer határokat, nemzeteket, nyelveket, színeket, és egyforma mindenkinél. A verzék bolgárul szólalnak meg, de a refrén és a dal vége további 10 nyelven:
1. Seviyorum seni – török
2. Σ' αγαπάω πολύ / Sagapao poli (Nagyon szeretlek) – görög
3. Yo te quiero a ti (Én szeretlek téged) – spanyol
4. Volim te – szerbhorvát
5. Теб обичам / teb obicham (Szeretlek téged) – bolgár
6. But dehaftu mange – cigány
7. Voglio bene a te – olasz
8. Mən səni sevirəm – azeri
9. Je t’aime – francia
10. I love you so much – ezekkel az angol szavakkal végződik a dal

Más nem-bolgár kifejezés is megszólal a refrénben, mint például a يا حَبيبي / Ya habibi (Szeretettem; arabul) és a Mon chéri (Kedvesem; franciául).

## Eurovíziós Dalfesztivál
Az Eurovíziós Dalfesztiválon a dalt a május 24-én rendezett második elődöntőben adták elő, a fellépési sorrendben nyolcadikként, az ukrán Gaitana Be My Guest című dala után és a szlovén Eva Boto Verjamem című dala előtt. Az elődöntőben 45 pontot szerzett – éppen ugyanannyit, mint Norvégia. A verseny szabályai szerint utóbbi végzett a 10. helyen, így Bulgária nem jutott tovább a döntőbe.